# Mitteldeutsche Kammer von Liebenburg
Die Mitteldeutsche Kammer von Liebenburg (auch Megalithanlage auf dem Hillah genannt) ist eine stark gestörte Grabanlage auf dem Hillah, einem markanten Hügel südlich von Klein Mahner, einem Ortsteil von Liebenburg, im Landkreis Goslar in Niedersachsen.
Sie liegt wenige Kilometer nordöstlich des Galeriegrabes von Bredelem. Sie ist die einzige „Kammer vom mitteldeutschen Typ“ (Galerie mit Vorkammer – oft eingesenkt) in Niedersachsen, der laut Hans-Jürgen Beier mit 14 Anlagen in Mitteldeutschland vertreten ist (davon viermal in Bebertal im Landkreis Börde in Sachsen-Anhalt). Die Anlage wurde 1963 von Alfred Tode untersucht.

## Beschreibung
Die Ost-West orientierte Kammer hatte eine Länge von etwa 6,5 m bei einer Innenbreite von 1,4 m. Die Kammer war auf einem Pflaster aus faust- bis kopfgroßen Roll- und Kalksteinen errichtet, das über die Kammer hinausreichte (Breite etwa 3,0, Länge etwa 10 Meter). Von den Tragsteinen aus Sandstein waren auf jeder Längsseite noch drei in situ. Die Giebelsteine konnten an keinem Kammerende nachgewiesen werden. Die lichte Höhe der Kammer zwischen dem Bodenpflaster und der Oberkante der Wandsteine lag zwischen 0,6 und 0,7 m.
Es wurden sechs Bestattungen, soweit erkennbar in Hockerlage, gefunden, außerdem Reste von vier Kinderskeletten. Im Westen der Kammer lag ein Skelett auf der rechten Seite mit Kopf im Westen mit einer Hammeraxt als Beigabe, darüber eine weitere Bestattung mit Kopf nach Norden und Blick nach Osten. Etwa zwei Meter östlich lag ein weiteres Skelett mit Kopf im Osten, mit einem Feuersteinbeil als Beigabe. Eine vierte darüber liegende Bestattung war durch eine jungbronzezeitliche Urnenbeisetzung so gestört, dass die genaue Lage nicht geklärt werden konnte. Weiter östlich fanden sich Reste zweier weiterer Erwachsenenskelette, von denen das eine völlig gestört, das andere mit dem Kopf im Osten beigesetzt war, außerdem lagen hier die Reste von vier Kinderskeletten.
Nach Alfred Tode handelt es sich bei den drei Skelettpaaren jeweils um Mann und Frau. An weiteren Grabbeigaben wurden von Tode noch mehrere Klingen und Abschläge, zwei Meißel, ein kleines asymmetrisches Beil, alle aus Feuerstein, ein kleiner Knochenring, ein durchbohrter Kanidenzahn, ein Schweinezahn, ein Rinderhornzapfen, sowie eine größere Anzahl Gefäßscherben, darunter Stücke der Walternienburg-Bernburger Kultur und der Kugelamphoren-Kultur (KAK), erwähnt.

### Kritik
- Hans-Jürgen Beier zählt zwei Bestattete (Skelett 3 + 4) anhand eines breitschneidigen Flintrechteckbeils und eines Flintmeißels zur Kugelamphorenkultur. Die tiefstichverzierten Scherben ordnet er der Walternienburger Kultur zu. Welche der übrigen Bestattungen zur Walternienburger oder zur KAK zu rechnen sind, sei aufgrund des veröffentlichten Materials nicht zu entscheiden.
- Dagegen zählt Friedrich Lüth die tiefstichverzierten Scherben zur Alttiefstichkeramik (nicht Walternienburg).
- Nach R. Maier handelt es sich aufgrund der beigegebenen Hammeraxt bei Skelett 1 um eine Bestattung der Einzelgrabkultur (Schnurkeramik).
- Wolfgang Pape schließt anhand des von Tode vorgelegten Materials auf eine Vergesellschaftung von Scherben der Kugelamphorenkultur und Bestattungen der Einzelgrabkultur, sieht später aber auch eine Vergesellschaftung von Walternienburger und KAK. Zudem erklärt er, dass auch Bernburger Scherben aus dem Grab stammen.
- Auch O. Thielemann spricht von Keramikresten der Bernburger- und der KAK.
- Die Neubearbeitung der Funde von Liebenburg im Rahmen der Gesamterfassung der Bernburger Kultur in Niedersachsen erbrachte keine Hinweise auf klassisches Bernburger Material. Es zeigte sich jedoch, dass bisher nur ein kleiner Teil des verzierten keramischen Materials vorgelegt worden ist und einige der abgebildeten Funde falsch oder missverständlich orientiert wurden. Daher erschien eine vollständige Neuvorlage der Funde von Liebenburg sinnvoll, die U. Dirks vornahm.

## Neuvorlage der Funde
Von den 866 Keramikfragmenten weisen rund 76 % eine Mineralgrusmagerung auf. Die restlichen haben eine Gesteinsgrusmagerung. Beide kommen sowohl bei den tiefstichkeramischen als auch bei den Funden der KAK vor, so dass eine kulturelle Gliederung anhand der Tonbeimengungen unmöglich ist. Durch Verzierung bzw. formale Kriterien lassen sich 21 Scherben der jüngeren Tiefstichkeramik (Walternienburger Kultur) zuweisen. Die KAK ist durch fünf charakteristische Scherben sowie acht Gefäßeinheiten vertreten. Außerdem ist der größte Teil des unverzierten Keramikmaterials der KAK zuzuweisen. Die Kulturzugehörigkeiten der Skelette wurden anhand der zuzuordnenden lithischen und keramischen Funde bestimmt.

## Fazit
U. Dirks stellt fest, dass sich in der Megalithanlage auf dem Hillah bei Liebenburg Hinweise auf die Bestattungen von mindestens sieben Erwachsenen und vier bis fünf Kindern finden. Vor der Belegung der Kammer durch Angehörige der KAK, zu der sicher die Skelette 3, 4 und 7 und vermutlich auch 5 und 6 zu rechnen sind, scheint die Kammer ausgeräumt worden zu sein. Darauf deuten kleinformatige, auch außerhalb der Anlage zu findende, tiefstichverzierte Scherben und menschliche Knochenfragmente hin. Angaben zur Zahl der Individuen, die der primären Belegungsphase zuzurechnen wären, können nicht gemacht werden.
Zur dritten Belegungsphase, vermutlich Nachbestattungen durch Angehörige der mitteldeutschen Schnurkeramik, die auch den Belegungshorizont (Pflasterung) störte, gehören die übereinander liegenden Skelette 1 und 2. Im Gegensatz zu den anderen wurden diese Bestattungen in annähernd ungestörtem Zustand vorgefunden, was eine Zuordnung zur letzten neolithischen Belegungs- bzw. Nachbelegungsphase ermöglicht.